# Waldaist
Die Waldaist (slaw. Aist/Agasta „rasch“) ist ein Fluss im östlichen (unteren) Mühlviertel von Oberösterreich.

## Lauf und Landschaft
Er wird durch die Vereinigung von Schwarzer Aist und Weißer Aist südlich von Weitersfelden gebildet. Die Quellflüsse entspringen nahe der Grenze zu Tschechien zwischen dem Freiwald und dem Weinsberger Wald. Die Waldaist fließt in südlicher Richtung und vereinigt sich nach etwa 50 km bei Schwertberg mit der Feldaist zur Aist, welche in der Nähe von Mauthausen in die Donau mündet.
Das Einzugsgebiet der Waldaist umfasst etwa 350 km², jenes der (westlich) parallelen Feldaist etwa 265 km².

### Quellflüsse: Schwarze und Weiße Aist
Beide Quellflüsse entspringen knapp nebeneinander im Gemeindegebiet von Liebenau in einer Seehöhe von etwa 1.020 Metern.
Während die Weiße Aist in ziemlich geradliniger Richtung nach Süden fließt, sammelt die Schwarze Aist auf ihrem wesentlich längeren Weg, zuerst nord-, dann west-, beziehungsweise südwärts einige Bäche auf, darunter auch die Harbe Aist (bei Harrachstal), die im südlichen Gemeindegebiet von Sandl entspringt.
Bei der Vereinigung mit der Weißen Aist südlich von Weitersfelden führt die Schwarze Aist wesentlich mehr Wasser; sie ist auch der längste Quellfluss der Aist.
Der moorige Charakter des Umlandes der Schwarzen Aist bedingt die typische Braunfärbung des Flusses. Die Weiße Aist hingegen durchfließt kaum Moorgebiete, wodurch die Farbe des Flusses wesentlich heller ist.
| Schwarze Aist      |                                                                                 |                                                                                 |
| Flusssystem        | Donau                                                                           | Donau                                                                           |
| Abfluss über       | Waldaist → Aist → Donau → Schwarzes Meer                                        | Waldaist → Aist → Donau → Schwarzes Meer                                        |
| Quelle             | bei Liebenau 48° 31′ 30″ N, 14° 47′ 49″ O                                       | bei Liebenau 48° 31′ 30″ N, 14° 47′ 49″ O                                       |
| Quellhöhe          | ca. 1020 m ü. A.                                                                | ca. 1020 m ü. A.                                                                |
| Zusammenfluss      | mit der Weißen Aist zur Waldaist bei Weitersfelden 48° 28′ 14″ N, 14° 43′ 20″ O | mit der Weißen Aist zur Waldaist bei Weitersfelden 48° 28′ 14″ N, 14° 43′ 20″ O |
| Rechte Nebenflüsse | Harbe Aist                                                                      | Harbe Aist                                                                      |

| Harbe Aist    |                                                                    |                                                                    |
| Flusssystem   | Donau                                                              | Donau                                                              |
| Abfluss über  | Schwarze Aist → Waldaist → Aist → Donau → Schwarzes Meer           | Schwarze Aist → Waldaist → Aist → Donau → Schwarzes Meer           |
| Quelle        | bei Sandl 48° 32′ 27″ N, 14° 37′ 33″ O                             | bei Sandl 48° 32′ 27″ N, 14° 37′ 33″ O                             |
| Quellhöhe     | 927 m ü. A.                                                        | 927 m ü. A.                                                        |
| Mündung       | in die Schwarze Aist bei Weitersfelden 48° 30′ 7″ N, 14° 41′ 20″ O | in die Schwarze Aist bei Weitersfelden 48° 30′ 7″ N, 14° 41′ 20″ O |
| Einzugsgebiet | 15,6 km²                                                           | 15,6 km²                                                           |

| Weiße Aist    |                                                                                    |                                                                                    |
| Flusssystem   | Donau                                                                              | Donau                                                                              |
| Abfluss über  | Waldaist → Aist → Donau → Schwarzes Meer                                           | Waldaist → Aist → Donau → Schwarzes Meer                                           |
| Quelle        | bei Liebenau 48° 31′ 20″ N, 14° 47′ 21″ O                                          | bei Liebenau 48° 31′ 20″ N, 14° 47′ 21″ O                                          |
| Quellhöhe     | ca. 1020 m ü. A.                                                                   | ca. 1020 m ü. A.                                                                   |
| Zusammenfluss | mit der Schwarzen Aist zur Waldaist bei Weitersfelden 48° 28′ 14″ N, 14° 43′ 20″ O | mit der Schwarzen Aist zur Waldaist bei Weitersfelden 48° 28′ 14″ N, 14° 43′ 20″ O |

## Orte an der Waldaist
Wichtige Orte an der Waldaist sind Sandl (nahe dem nordwestlichen Quellgebiet der Schwarzen Aist), Weitersfelden, Reichenstein (südlich von Gutau) und – nach der Vereinigung zur Aist – die Industriestadt Schwertberg. Gut geeignete Badestellen finden sich an der Waldaist in Reichenstein und Hohensteg.
- Reichenstein
- Weitersfelden
- St. Leonhard bei Freistadt

## Flora und Fauna
Das Waldaisttal gehört zum geschützten Natura-2000-Gebiet Waldaist-Naarn. Schützenswert sind die Flussperlmuscheln und die Koppe. Das Flussperlmuschel-Vorkommen in der Waldaist ist das Größte in ganz Mitteleuropa.
In der Waldaist hauptsächlich vorkommende Fischarten sind: Bachforelle, Bachsaibling, Äsche und Regenbogenforelle.